# Глостер-роуд (станція метро)

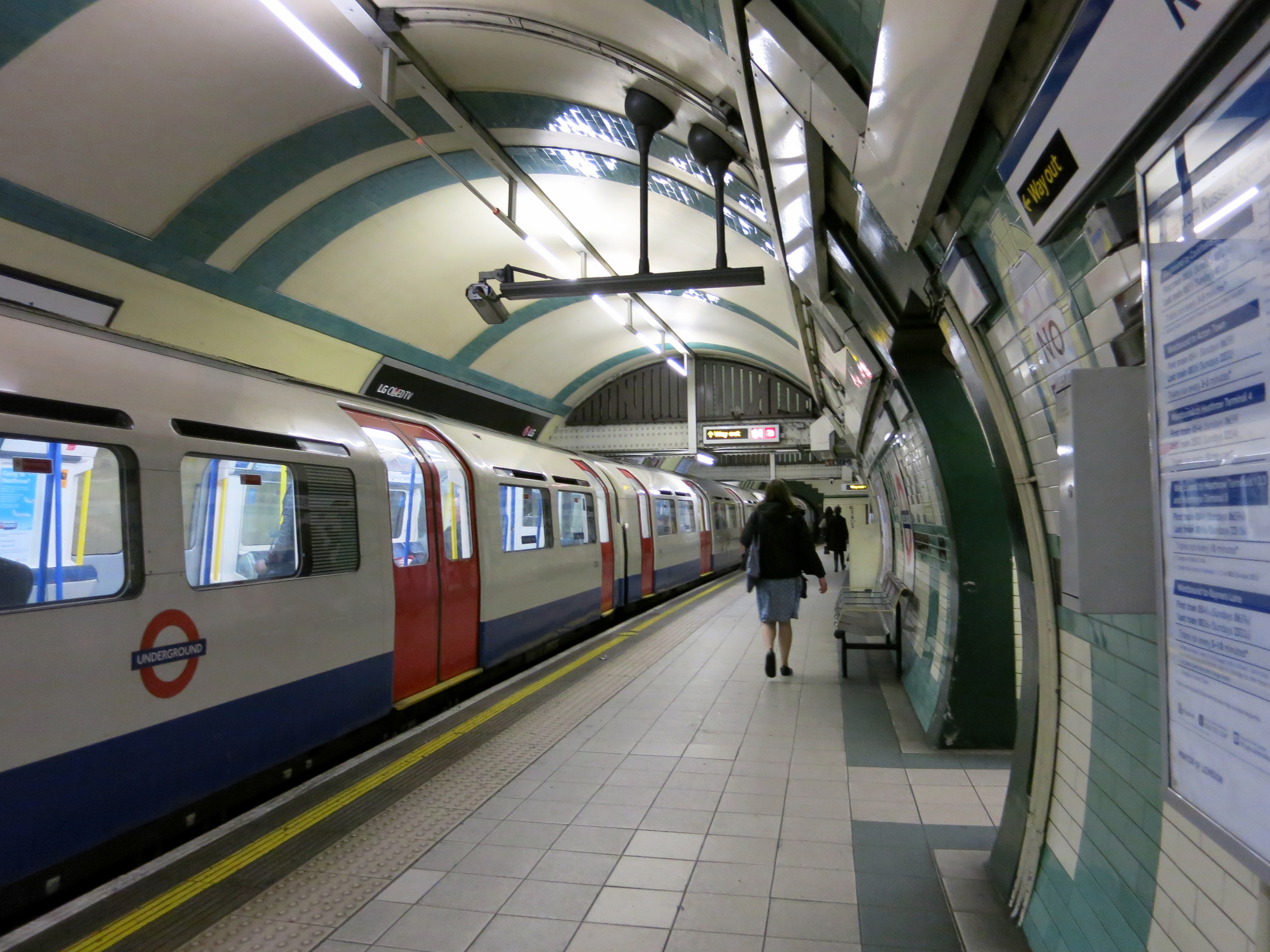
Платформи станції Глостер-роуд, лінії Пікаділлі

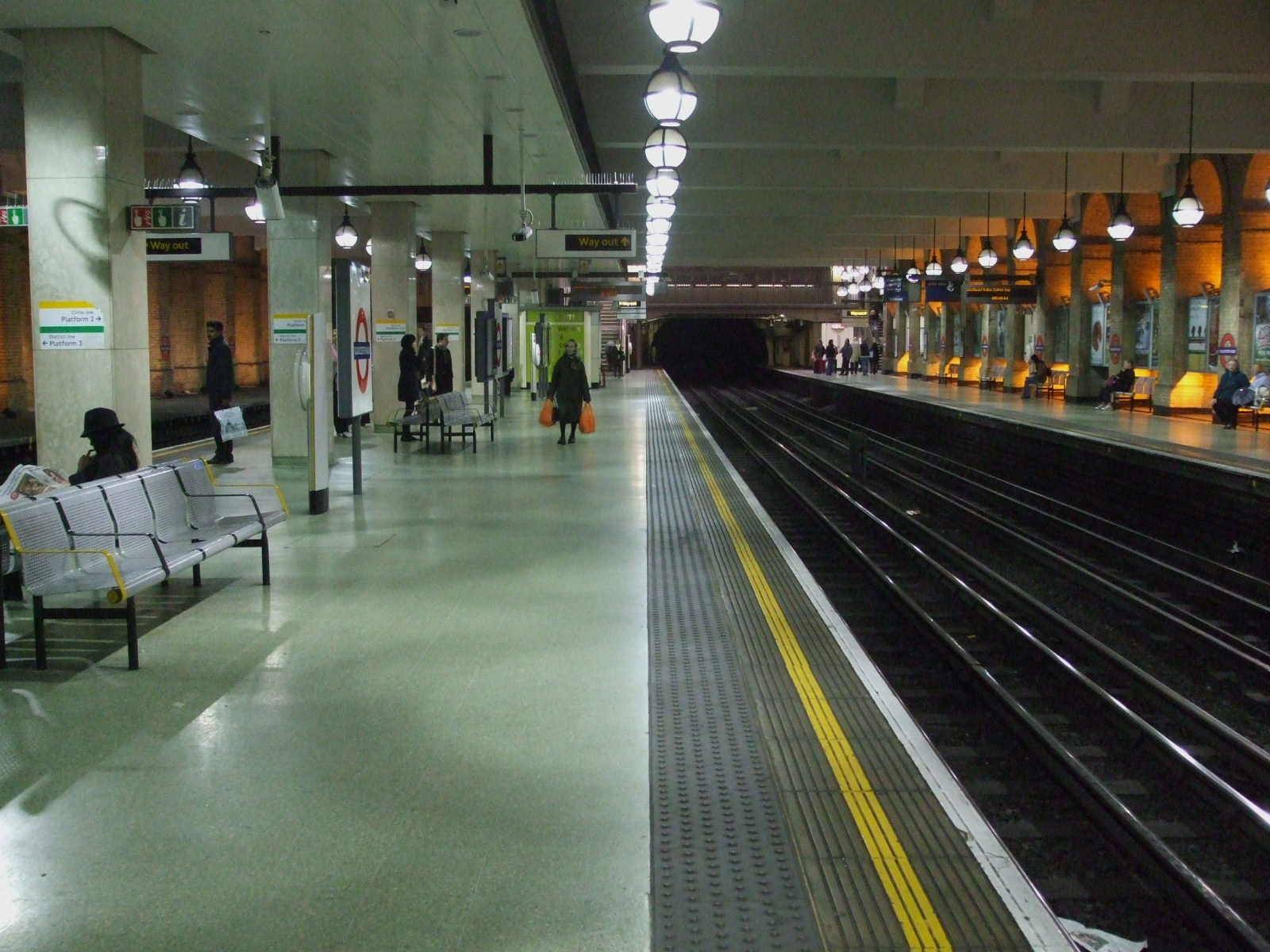
Платформи станції Глостер-роуд, ліній Дистрикт та Кільцева

51°29′41″ пн. ш. 0°10′59″ зх. д. / 51.4947° пн. ш. 0.183° зх. д.
Глостер-роуд (англ. Gloucester Road) — станція Лондонського метро, обслуговує лінії Дистрикт Кільцева та Пікаділлі. Розташована у 1-й тарифній зоні, під рогом Глостер-роуд та Кромвель-роуд, південно-західний Лондон, для ліній Дистрикт та Пікаділлі між станціями Саут-Кенсінгтон та Ерлс-корт, для Кільцева — Саут-Кенсінгтон та Хай-стріт-Кенсінгтон. Пасажирообіг на 2017 рік — 13.84 млн осіб

## Історія
- 1 жовтня 1868 — відкриття станції у складі Metropolitan Railway (MR, сьогоденна лінія Метрополітен) під назвою Бромптон (Глостер-роуд)
- 24 грудня 1868 — відкриття трафіку District Railway (DR, сьогоденна Дистрикт), як складової Внутрішнього кільця
- 1 лютого 1872 — відкриття Зовнішнього кільця
- 1 серпня 1872 — відкриття Середнього кільця
- 30 червня 1900 — закриття руху «Середнього кільця» між Ерлс-Корт та Меншн-хаус
- 15 грудня 1906 — відкриття платформи глибокого закладення у складі Great Northern, Piccadilly and Brompton Railway (GNP&BR, сьогоденна Пікаділлі)[4]
- 31 грудня 1908 — закриття руху «Зовнішнього кільця»
- 1949 — Внутрішнє кільце перейменовано на Кільцеву лінію, припинення франшизи Метрополітен[5]

## Пересадки
На автобуси оператора London Buses маршрутів 49, 74 та нічних маршрутів N74, N97.

## Послуги
| Попередня станція    | Лінія                            | Лінія                           | Лінія | Наступна станція |
| -------------------- | -------------------------------- | ------------------------------- | ----- | ---------------- |
| Хай-стріт-Кенсінгтон |                                  | Лондонське метро Кільцева лінія |       | Саут-Кенсінгтон  |
| Ерлс-корт            |                                  | Лондонське метро Лінія Дистрикт |       | Саут-Кенсінгтон  |
| Ерлс-корт            | Лондонське метро Лінія Пікаділлі |                                 |       | Саут-Кенсінгтон  |